# Monte Gamkonora
El monte Gamkonora (en indonesio: Gunung Gamkonora) es un estratovolcán de Indonesia localizado en la isla de Halmahera. Con una altitud de 1635 m, es el pico más alto de la isla. Han aparecido una serie de cráteres alargados a lo largo de la falla norte-sur. La mayor erupción en 1673 fue acompañada por un tsunami que inundó los pueblos cercanos. Entre 1564 y 1989, el volcán entró en erupción doce veces.
El volcán entró en erupción de nuevo el 10 de julio de 2007, con más de 8000 personas que huyeron de sus hogares en las cercanías.